# Bilje, Miren-Kostanjevica
Bilje este o localitate din comuna Miren - Kostanjevica, Slovenia, cu o populație de 1.121 de locuitori.